# André Simond
Pour les articles homonymes, voir André Simond (homonymie).
 André Simond, né le 6 avril 1929 et mort le 9 mai 1999 aux Contamines-Montjoie, est un skieur alpin français, spécialiste de la descente.

## Biographie

### Famille
André Simond naît le 6 avril 1929 aux Contamines-Montjoie, dans le département française de la Haute-Savoie.

### Carrière
Il est vice-champion de France de descente en 1952 à Val-d'Isère derrière Yves Mussat.
Les deux années suivantes, il domine la descente en France et devient  Champion de France de descente à deux reprises : en 1953 à Villard-de-Lans devant Charles Bozon et en 1954 à Barèges devant François Bonlieu,.
Aux championnats du monde de 1954 à Åre, il prend la 4e place de la descente (meilleur français) remporté par Christian Pravda ,.
Il dispute aussi l'épreuve de descente des Jeux olympiques de Cortina d'Ampezzo en 1956, mais est contraint à l’abandon.
André Simond meurt le 9 mai 1999.

## Palmarès

### Jeux olympiques
| Épreuve / Édition         | Descente |
| JO 1956 Cortina d'Ampezzo | Abandon  |

### Championnats du monde
| Épreuve / Édition | Descente |
| Mondiaux 1954 Åre | 4e       |

### Championnats de France

#### Élite
| Édition / Epreuve                 | Descente |
| --------------------------------- | -------- |
| Championnats 1952 Val-d'Isère     | Argent   |
| Championnats 1953 Villard-de-Lans | Or       |
| Championnats 1954 Barèges         | Or       |
| Championnats 1955 La Clusaz       | 4e       |